# Kalaoa
Kalaoa är en stad i Hawaii County, Hawaii, USA med cirka 6 794 invånare (2000). Den har enligt United States Census Bureau en area på totalt 113,5 km².